# Wassil Aprilow

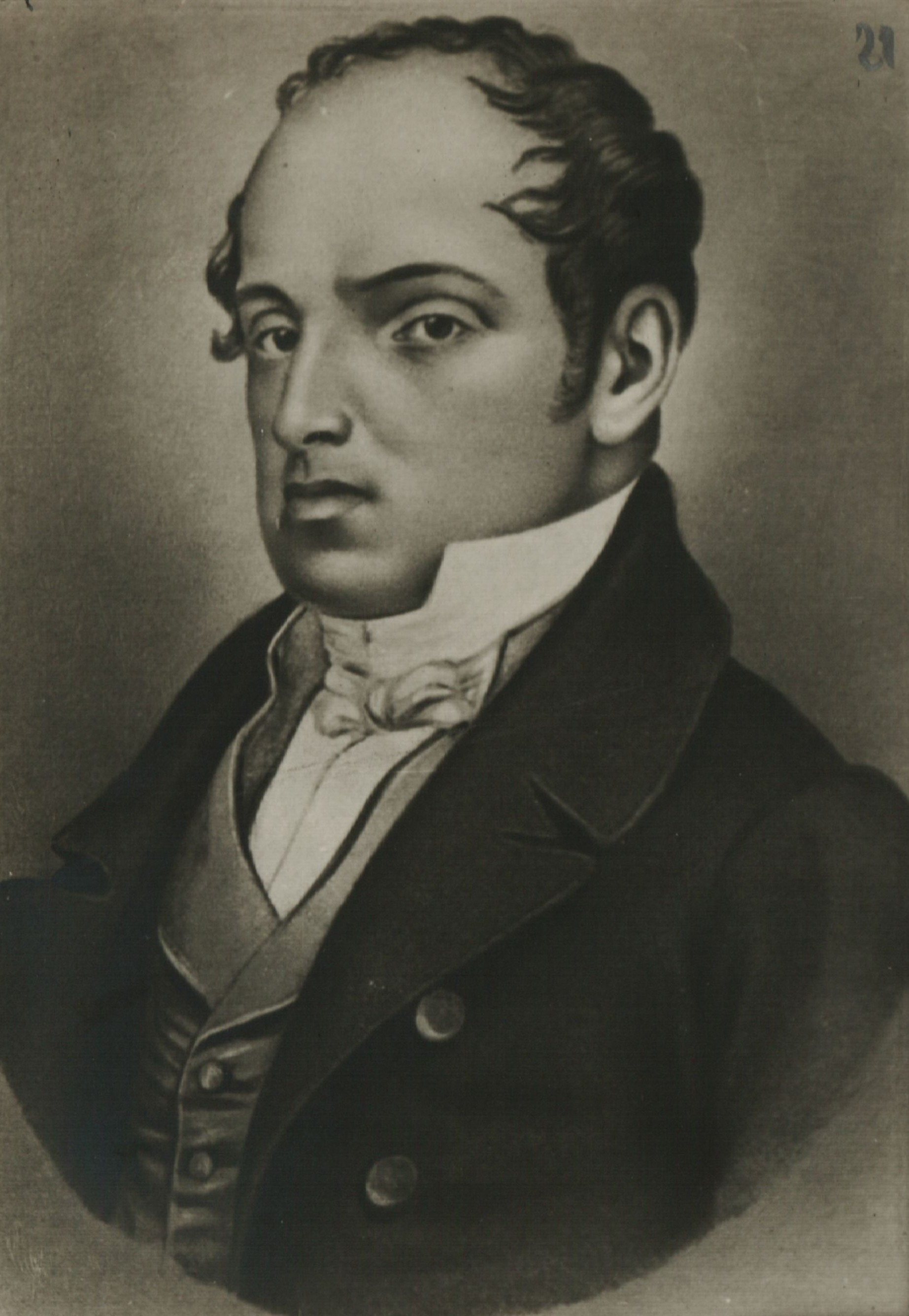
Wassil Aprilow

Wassil Ewstatiew Aprilow (bulgarisch Васил Евстатиев Априлов; * 21. Juli 1789 in Gabrowo; † 2. Oktober 1847 in Galați) war ein bulgarischer Arzt, der in Wien studierte und in Bulgarien vor allem als Förderer des Schul- und Kirchenwesen bekannt ist, sowie als einer der Aktivisten der Bulgarischen Nationalen Wiedergeburt.

## Biographie
Wassil Aprilow wurde am 21. Juli 1789 in der im Balkangebirge gelegenen Stadt Gabrowo geboren. Er entstammte einer angesehenen Handwerkerfamilie, deren Wohlstand ihm eine gediegene Ausbildung ermöglichte. Seine Schulausbildung erhielt er zunächst in Moskau, später an einem deutschen Gymnasium in Kronstadt, schließlich studierte er Medizin in Wien. Nach seinem Abschluss lebte er in mehreren Ländern, ab 1811 war er als Händler in Odessa tätig und stieg bald zum Großkaufmann auf.
Lange Zeit unterhielt er enge Beziehungen zu den griechischen Kreisen in Odessa, dabei wurde er zum Verehrer der griechischen Bildung und Kultur und Verfechter des Hellenismus. Er förderte griechische Schulen und unterstützte griechische Freiheitskämpfer, die von Odessa aus nach Griechenland aufbrachten, um den griechischen Aufstand von 1821 bis 1829 zu unterstützen.
Ein Wandel in seinen Auffassungen, die Besinnung auf seine nationale bulgarische Identität wurde durch den russischen Gelehrten Jurij Wenelin angeregt, der vor allem durch sein Werk „Die Bulgaren von einst und heute in ihrer politischen, ethnographischen, historischen und religiösen Beziehung zu den Russen“ (russisch Древние и нынешние болгаре в политическом, народописном, историческом и религиозном их отношении к россиянам, 1829) sowie mit anderen Publikationen große Verdienste für die frühe Erforschung der Geschichte, Lebensweise, Kultur und Sprache der Bulgaren erwarb.
Nach seinem Wandel wurde Aprilow zu dem bedeutendsten Aufklärer während der Bulgarischen Nationalen Wiedergeburt der 1830er und 1840er Jahre. Er erkannte als einer der Ersten die Gefahr der Hegemoniebestrebungen des Panhellenismus. Um sie zu bekämpfen, gründete er gemeinsam mit Nikola Palausow (1776–1853) und mit der Unterstützung des Gelehrten Neofit Rilski in seiner Heimatstadt Gabrowo die erste weltliche Schule, die „Gabrowo Gesamtgrundschule“ (bulg. Габровско взаимно училище). Sie beruhte auf den Erfahrungen des russischen Schulwesens, wurde nach der Lancasterschule – Schulform aufgebaut und wurde bald zum Vorbild für den Aufbau des bulgarischen Schulwesens des 19. Jahrhunderts. Auch nach ihrer Errichtung blieb Aprilow der Hauptförderer.
In den Jahren danach baute Aprilow gemeinsam mit anderen bulgarischen Kaufleuten von Odessa ein Stipendium für herausragende bulgarische Jungen und Mädchen, denen die Möglichkeit gegeben wurde sich in Russland (vor allem Odessa, Kiew und Moskau) und Westeuropa weiter zu bilden. Weiter unterstützte Aprilow die Herausgabe von Publikationen in bulgarischer Sprache oder über Bulgarien. Er selbst schrieb mehrere Werke, u. a. „Morgenstern der neubulgarische Bildung“ (bulg. „Денница на новобългарското образование“), 1841, das zunächst in russischer Sprache in Petersburg veröffentlicht wurde. In diesem Werk griff Aprilow die serbische Behauptung, dass das kyrillische Alphabet habe zuerst unter ihrem Volk Verbreitung gefunden, scharf an. Durch seine Werke hob Aprilow die ruhmreiche Vergangenheit der Bulgaren ins Bewusstsein, schilderte die Entwicklung der bulgarischen Kultur und des Bildungswesens, begründete die Notwendigkeit einer weltlichen Bildung, focht für eine in der Volkssprache geschriebene Literatur. Zugleich ebnete Aprilow den kulturellen Einfluss Russlands auf die Bulgaren. Bei der Herausbildung der neubulgarischen Sprache betrachtete Wassil Aprilow wie Petar Beron und Najden Gerow die ostbulgarischen Dialekte als Grundlage zu der Bildung einer einheitlichen Schriftsprache.
Wassil Aprilow hat durch seine Förderungen, die ersten Ansetze der bulgarische Ethnographie gelegt. Durch seine Anregungen oder Vermittlungen sammelte die bulgarische Intelligenz ethnographisches und folklorisches Material, unter anderem bulgarische Volkslieder, Märchen und Erzählungen. Einige seiner engen Vertrauten dabei waren Neofit Rilski, Sacharij Kruscha und Rajno Popowitsch. Die gesammelten Materialien publizierte Aprilow in russischer Sprache.
Wassil Aprilow starb am 2. Oktober 1847 in Galați, während er von einer Reise von Bukarest nach Odessa zurückkehrte. Einen großen Teil seines Erbes verwendete Aprilow für den Bau des ersten bulgarischen Gymnasiums, dem Aprilow-Gymnasium, das ebenfalls in seiner Heimatstadt erbaut wurde. Er wurde zunächst in Galați bestattet, jedoch nach der Fertigstellung des Aprilow-Gymnasiums in dessen Hof umgebettet. Heute tragen viele Schulen und weitere Bildungseinrichtungen in vielen Städten Bulgariens seinen Namen. Zudem ist er seit 2006 Namensgeber des Aprilov Point, einer Landspitze von Greenwich Island in der Antarktis.
- Siehe auch: Bulgarische Wiedergeburt

## Werke
- Morgenstern der neubulgarischen Bildung (1841)[3]